# Apparition d'un visage et d'un compotier sur une plage
Apparition d'un visage et d'un compotier sur une plage est une huile sur toile surréaliste de Salvador Dalí peinte en 1938.

## Description
La toile est une image multiple, effet optique classique chez le peintre depuis ses premiers pas dans cette technique (L'Homme invisible (Dalí), 1929). Le décor est la plage de Cadaques et les rochers du Cap de Creus, qui sont la toile de fond la plus commune chez le peintre.
Plusieurs interprétations sont possibles. Sur une plage avec en fond les rochers du cap de Creus, une coupe de fruit blanche contenant des poires est posée sur la plage. Une seconde interprétation est possible en changeant de point de vue sur la coupe de fruit. Le pied de la coupe devient le nez d'un personnage féminin, la coupe par elle-même, son front, ses cheveux sont faits par les fruits. Enfin, le socle de la coupe forme la bouche du personnage. 
En fond, dans les rochers, des personnages sont visibles ainsi qu'un pont, permettant une autre interprétation de la toile. Les rochers forment alors un chien, la tête est à droite. Le pont dans les montagnes forme son collier, et les montagnes à gauche son arrière-train, une marque dans le sable forme ses pattes arrière.